# Österreichischer Erbfolgekrieg
Europäischer Kriegsschauplatz:

Mollwitz* – Chotusitz* – Simbach – Dettingen – Toulon – Pfaffenhofen – Tournai – Fontenoy – Hohenfriedberg** – Soor** – Hennersdorf** – Kesselsdorf** – Brüssel – Piacenza – Namur – Roucourt – Kap Finisterre 1 – Lauffeldt – Assietta –  Bergen op Zoom – Kap Finisterre 2 – Maastricht
(*) Erster Schlesischer Krieg – (**) Zweiter Schlesischer Krieg
Indischer Kriegsschauplatz:

Erster Karnatischer Krieg
Amerikanischer Kriegsschauplatz:

War of Jenkins’ Ear – King George’s War

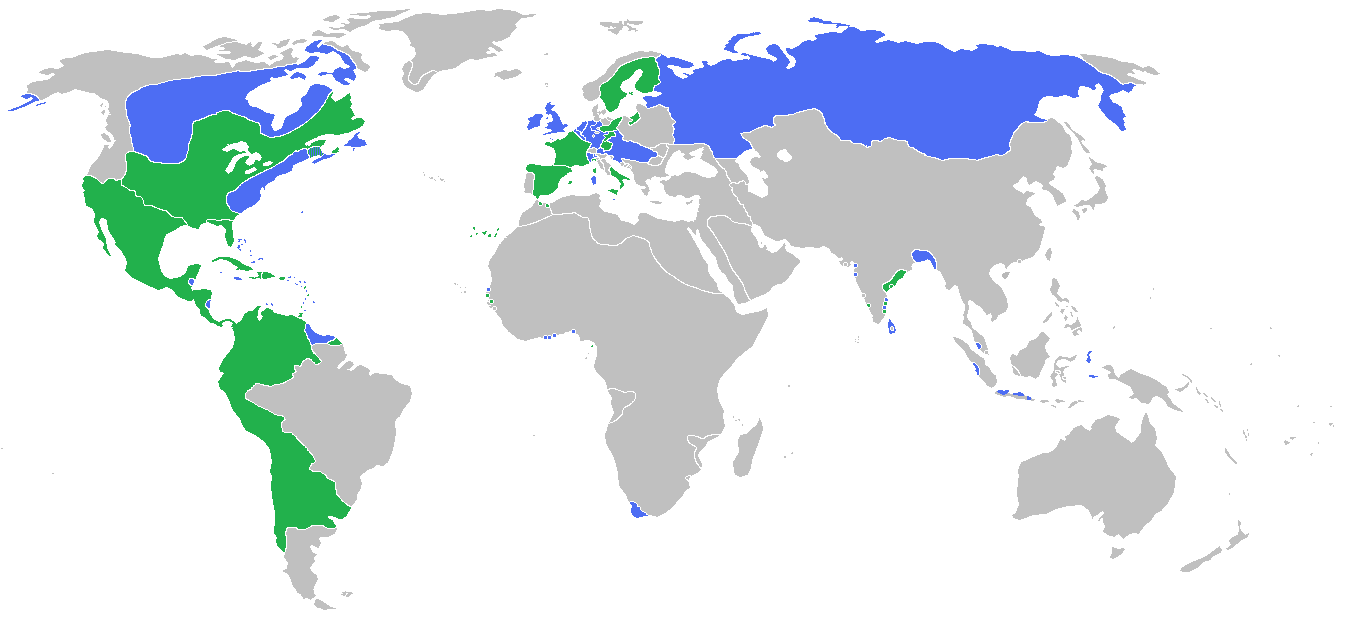
Teilnehmer des Österreichischen Erbfolgekriegs. Blau: Österreich, Großbritannien, Vereinigte Niederlande und Verbündete. Grün: Preußen, Spanien, Frankreich und Verbündete

Der Österreichische Erbfolgekrieg (1740–1748) brach aus, als nach dem Tod Kaiser Karls VI. (und damit dem Aussterben des Hauses Habsburg im Mannesstamm) seine Tochter Maria Theresia den österreichischen Erzherzogthron bestieg und mehrere europäische Fürsten eigene Ansprüche auf die Habsburgischen Erblande bzw. das römisch-deutsche Kaisertum erhoben. Der Konflikt umfasst u. a. die ersten beiden Schlesischen Kriege und wuchs sich zu einem weltumspannenden Krieg aus.

## Überblick
Maria Theresia hatte Franz Stephan von Lothringen geheiratet. Beim Tod ihres Vaters Karl VI. erhoben folgende Verwandte Anspruch auf das Erbe:
- Karl Albrecht von Bayern als Ehemann von Maria Amalie von Österreich, der jüngsten Tochter von Kaiser Joseph I., dem älteren Bruder Karls VI.
- Philipp V. von Spanien, Haus Anjou, als Erbe der erloschenen spanischen Linie der Habsburger
- Friedrich August von Sachsen als Ehemann von Maria Josepha von Österreich, der ältesten Tochter Kaiser Josephs I.

Friedrich II. von Preußen nutzte diese Ansprüche, indem er für seine Anerkennung der Pragmatischen Sanktion die Provinz Schlesien verlangte. Er rückte am 16. Dezember 1740 in Schlesien ein. Der Erste Schlesische Krieg löste den österreichischen Erbfolgekrieg aus.
Bayern und Spanien schlossen 1741 im Vertrag von Nymphenburg ein Bündnis, dem später auch Preußen, Sachsen, Frankreich, Schweden, Neapel, die Kurpfalz und Kurköln beitraten. Mit Österreich verbündet waren Großbritannien und die Vereinigten Niederlande, die traditionellen Gegenspieler Frankreichs.
In den Rahmen des Österreichischen Erbfolgekrieges fielen auch andere binationale Konfrontationen, wie der War of Jenkins’ Ear zwischen Großbritannien und Spanien, der zweite Aufstand der Jakobiten in Schottland sowie der Russisch-Schwedische Krieg. Teile des Krieges wurden von den Kolonialmächten Frankreich und Großbritannien auch in Nordamerika und Indien ausgetragen. Diese Teilkonflikte sind als King George’s War in Nordamerika und Erster Karnatischer Krieg in Indien bekannt.
Der Erbfolgekrieg endete am 18. Oktober 1748 mit einem Friedensschluss in Aachen. Dieser Frieden stellte den Vorkriegszustand weitgehend wieder her, sprach allerdings Schlesien Preußen zu und erkannte Maria Theresias Thronerbschaften an.

## Vorgeschichte: Die Pragmatische Sanktion
Während des Spanischen Erbfolgekriegs, der durch das Aussterben der spanischen Habsburgerlinie ausgelöst worden war, entschied sich Kaiser Leopold I., das Haupt der österreichischen Habsburgerlinie, dafür, die Erbfolge festzulegen. Am 12. September 1703 schloss er mit seinen beiden Söhnen Joseph und Karl das Pactum mutuae successionis, einen geheim gehaltenen Vertrag über die Erbfolge. Der Pakt regelte, dass weibliche Familienmitglieder nur erben konnten, wenn alle männlichen Linien ausgestorben waren, und legte außerdem die Erbfolge unter den zu der Zeit lebenden Habsburgern fest.
Leopold starb 1705 und sein älterer Sohn folgte ihm als Kaiser Joseph I. nach. Als dieser 1711 auch starb, hinterließ er zwei unverheiratete Töchter und wurde von seinem jüngeren Bruder als Karl VI. beerbt. Dieser legte am 19. April 1713 mit der Pragmatischen Sanktion eine neue Erbfolgeregelung fest. Ferner sah diese die Unteilbarkeit der habsburgischen Erblande vor.
Der Erbfolgepakt und die Pragmatische Sanktion stimmten darin überein, dass eine weibliche Erbfolge erst nach Aussterben aller männlichen Linien zugelassen wurde. Während der Erbfolgepakt die dann erfolgende weibliche Erbfolge offenließ, bestimmte die Pragmatische Sanktion, dass in diesem Fall die Tochter des letzten männlichen Throninhabers nachfolgen solle. Auf die (damals mögliche und später tatsächlich eingetretene) Situation, dass Karl VI. selbst ohne männlichen Erben sterben würde, bezogen, bedeutete dies, dass Karls Tochter Maria Theresia (und nicht etwa eine von Josephs Töchtern unter Berufung auf dessen Primogenitur) nachfolgen würde.
Formal unterschieden sich Erbfolgepakt und Pragmatische Sanktion dadurch, dass ersterer nur ein Hausgesetz darstellte und geheim gehalten wurde, während die Pragmatische Sanktion öffentlich gemacht und den Landtagen der Habsburger Erblande und dem Ungarischen Reichstag vorgelegt wurde, durch deren Annahme (1720–1723) sie in den Rang eines Staatsgesetzes erhoben wurde.
In Anbetracht möglicher Ansprüche der Töchter Josephs und ihrer Ehemänner bemühte sich Karl VI. um die Anerkennung der Regelung durch die anderen europäischen Mächte. In den Jahren 1725 bis 1730 erreichte er zwar die Anerkennung der meisten ausländischen Mächte, so etwa durch Brandenburg-Preußen (1726/28) und Großbritannien. Dies war jedoch nur ein bedingter Erfolg, denn nach dem Tod des Kaisers am 20. Oktober 1740 zeigte sich eine andere Situation:
Karl Albrecht, Kurfürst von Bayern, und Friedrich August, Kurfürst von Sachsen, bestritten die Gültigkeit der Pragmatischen Sanktion – nicht aber des Erbfolgepakts – und damit Maria Theresias Erbrecht und erhoben jeweils im Namen ihrer Ehefrauen, der Töchter Josephs I., Anspruch auf die habsburgischen Erblande.
Friedrich II. von Brandenburg-Preußen, dessen Vater 1728 die Pragmatische Sanktion und damit sowohl die Erbfolgeregelung als auch die Unteilbarkeit der Habsburgischen Territorien anerkannt hatte, berief sich auf einen (1686 aufgegebenen) Anspruch auf Teile Schlesiens und forderte infolgedessen die Abtretung Schlesiens an Preußen.

## Kriegsverlauf

### 1740
Am 11. Dezember setzte Friedrich II. Maria Theresia ein Ultimatum, in dem er Schlesien als Preis für seine Anerkennung der Pragmatischen Sanktion und seine Unterstützung für die Wahl ihres Ehemanns Franz von Lothringen zum Kaiser forderte. Ohne die Antwort abzuwarten, fiel das preußische Heer am 16. Dezember in Schlesien ein und besetzte es ohne viel Gegenwehr. Dabei profitierte Friedrich davon, dass unter seinem Vater, dem „Soldatenkönig“ Friedrich Wilhelm I., das preußische Heer zu einem der modernsten Europas ausgebaut worden war. Zudem war es im Gegensatz zur österreichischen Armee ein stehendes Heer. Es konnte sofort und nicht erst nach langer Mobilisierung eingesetzt werden. Die Österreicher, denen nach dem Krieg gegen die Türken nur wenige Truppen zur Verfügung standen, zogen sich nach Böhmen und Mähren zurück, und die Preußen konnten unbeeinträchtigt Breslau besetzen und in Schlesien überwintern. Nur die Festungen Glogau, Brieg und Neisse wurden noch von österreichischen Garnisonen gehalten.

### 1741
Am 9. März 1741 wurde die Festung Glogau in einem Nachtangriff von preußischen Truppen unter Leopold II. von Anhalt-Dessau erobert. Währenddessen begann eine österreichische Armee unter Graf Neipperg, gegen die preußischen Linien zu operieren und die belagerten Orte Neisse und Brieg zu entsetzen. Am 10. April kam es zur Schlacht bei Mollwitz, in der die Preußen siegten. In der Folge blieben die Österreicher defensiv, da sie ihr einziges Feldheer nicht leichtfertig aufs Spiel setzen wollten.
Nachdem sich schon am 16. Februar Großbritannien, Russland, Sachsen und die Vereinigten Niederlande in Dresden mit Maria Theresia zu einer antipreußischen Koalition zusammengeschlossen hatten, verbündete sich Preußen jetzt mit Frankreich in Person des Marschalls Belle-Isle. Im Sommer schlossen sich auch Bayern und Spanien diesem Bündnis an. Frankreich erhoffte sich eine Schwächung seines Erzfeindes Österreich, und Spanien strebte nach verlorenen Besitzungen in Italien.
Großbritannien erklärte nunmehr seine Neutralität, da es nicht an einem Konflikt mit den beiden bourbonischen Mächten Frankreich und Spanien interessiert und außerdem Kur-Hannover durch Preußen bedroht war. Im September 1741 wechselte Sachsen in die anti-österreichische Allianz. Grund war ein Abkommen Sachsens mit Karl Albrecht von Bayern; Sachsen sicherte Karl Albrecht Unterstützung bei der Kaiserwahl zu.
Dieses Abkommen mit Sachsen und die Intervention der Franzosen veranlassten Friedrich am 9. Oktober, einen mit britischer Hilfe ausgehandelten geheimen Waffenstillstand, die sogenannte Geheimkonvention von Klein-Schnellendorf, mit Maria Theresia zu schließen. Dabei erhielt er nach einer demonstrativen Belagerung die Festung Neisse und Niederschlesien. Die preußische Armee eroberte am 26. Dezember noch Olmütz und bezog daraufhin Winterquartiere.
Karl Albrecht besetzte mit seinen bayerischen Truppen im Juli Passau und die dortige Veste Oberhaus und stieß im September mit Hilfe sächsischer und französischer Truppen nach Oberösterreich vor, ohne jedoch Wien zu bedrohen. Obwohl Neipperg mit seiner Armee aus Schlesien herbeieilte, konnten die Verbündeten am 26. November Prag einnehmen, wo sich Karl Albrecht am 9. Dezember von den böhmischen Ständen zum König krönen ließ.

### 1742
Am 24. Jänner 1742 wurde Karl Albrecht in Frankfurt zum Kaiser Karl VII. gewählt und am 12. Februar von seinem Bruder Clemens August, dem Erzbischof von Köln, auch gekrönt. Seit fast 300 Jahren war er der erste Kaiser, der nicht aus dem Habsburger Geschlecht stammte.
Die Österreicher hatten unterdessen Truppen aus Italien und Ungarn zusammengezogen und waren zum Gegenangriff übergegangen. Ludwig Andreas Graf Khevenhüller eroberte erst Linz zurück und marschierte am Tag der Kaiserkrönung Karl Albrechts in München ein. Daraufhin bat Karl Albrecht Friedrich II. um Hilfe. Dieser eroberte Brünn und ging auf Wien vor. Als österreichische Truppen seine Rückzugslinien bedrohten, kehrte er nach Böhmen zurück, wo er das Heer des Prinzen Karl von Lothringen in der Schlacht bei Chotusitz besiegte. Um seine Eroberungen zu sichern, schloss Friedrich II. am 11. Juni 1742 mit Maria Theresia den Präliminarfrieden von Breslau, dem am 28. Juli 1742 der Frieden von Berlin folgte. Preußen erhielt Schlesien und die Grafschaft Glatz, während Maria Theresia die freigewordenen Truppen gegen das bayerisch-französische Heer werfen konnte.
Der französische Marschall de Broglie, der an der Moldau operierte, wurde daraufhin von den Österreichern zurückgedrängt. Im August belagerten sie ergebnislos Prag. Die Franzosen unter Marschall Belle-Isle versuchten Prag zu behaupten, mussten sich im Dezember jedoch unter schwierigen Bedingungen nach Eger zurückziehen.
In Italien öffnete sich ein neuer Kriegsschauplatz. Spanien versuchte, sein Territorium auf Kosten Österreichs von Neapel aus zu erweitern. Doch ein österreichisch-sardinisches Heer ergriff die Initiative, eroberte Modena und Mirandola und eroberte Mittelitalien, nachdem sich Neapel, bedroht durch eine britische Flotte, für neutral erklärt hatte. Im September drang ein weiteres spanisches Heer durch Frankreich kommend gegen Nizza vor, musste sich aber vor dem Wintereinbruch wieder nach Savoyen zurückziehen.
Obwohl eine französisch-bayerische Armee bis zum Herbst des Jahres Bayern zurückerobert hatte, konnten die Österreicher Böhmen und Mähren behaupten. Großbritannien und die Vereinigten Niederlande waren seit dem 13. Mai auf der Seite Maria Theresias in den Krieg eingetreten, um ein Erstarken Frankreichs und Spaniens auf dem Kontinent zu verhindern; und schließlich war Preußen vorerst als Gegner Österreichs ausgeschieden.

### 1743

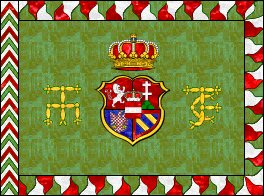
Die königlich ungarische Fahne der habsburgischen Truppen. Der kaiserliche Adler konnte bis 1745 nicht genutzt werden.

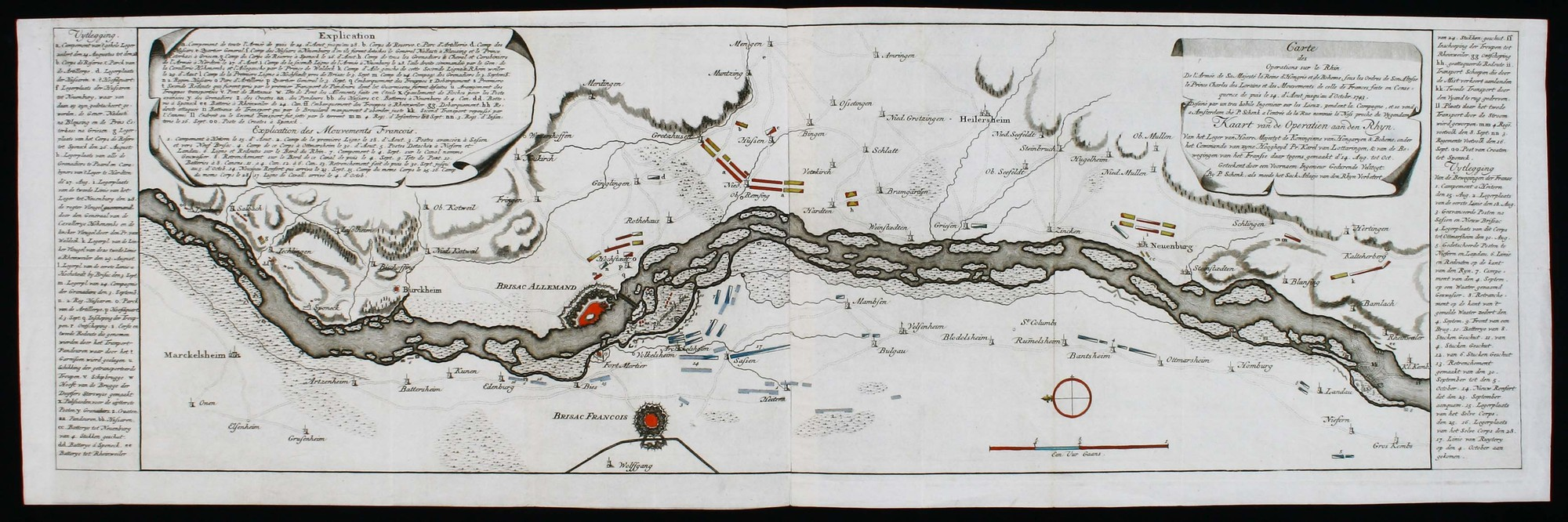
Truppenbewegungen entlang des Rheins bei Breisach 1743

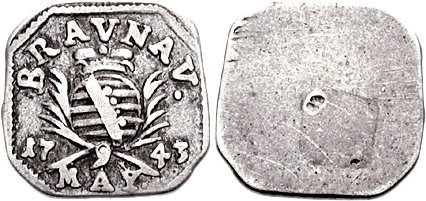
Braunauer Notklippe zu 6 Kreuzer mit der Jahreszahl 1743.

Im Frühjahr gab es in Deutschland zwei Kriegsschauplätze. In Kur-Hannover sammelte sich unter König Georg II. eine britisch-hannoversche Armee, die an den Main rückte. Frankreich schickte ihr aus dem Elsass eine eigene Armee unter Marschall Noailles entgegen, die allerdings in der Schlacht bei Dettingen am 27. Juni besiegt wurde. In Süddeutschland verloren die Bayern und ihre hessischen Verbündeten am 9. Mai ein Gefecht bei Simbach am Inn und mussten daraufhin fast ganz Bayern räumen. Der 9. Mai war zugleich der Beginn der Belagerung der stark befestigten Stadt Braunau am Inn durch die österreichischen Truppen, die sechs Wochen lang andauerte. Das Datum befindet sich auf den Braunauer Notklippen. Sowohl die Franzosen als auch die Bayern wichen hinter den Rhein zurück, wo sie in die Winterquartiere gingen. Die Pragmatische Armee des britischen Königs Georg lagerte nach einem kurzen Vorstoß über den Rhein schließlich in Westfalen und den Niederlanden, während die nun Königlich Ungarische Armee genannten Truppen der Österreicher in Bayern und am Rhein lagen.
In Italien rückten die Spanier erneut gegen Modena vor, erlitten jedoch in der Schlacht von Camposanto am 8. Februar eine Niederlage. Auch die spanische Armee in Südfrankreich versuchte erneut, im Piemont vorzugehen, musste sich aber wie im Vorjahr nach Savoyen zurückziehen.

### 1744
Im Frühjahr ging eine 80.000 Mann starke französische Armee unter Moritz von Sachsen gegen Brüssel und die britisch-niederländische Armee vor. Sie eroberte Menin, Ypern, Furnes und Knock, musste danach allerdings den Großteil ihrer Truppen gegen Karl von Lothringens österreichische Armee schicken, die im Elsass den Rhein überschritten hatte. Zu einer Schlacht kam es nicht, denn Karl von Lothringen eilte im August nach Böhmen zurück, nachdem bekannt geworden war, dass preußische Truppen unter Friedrich II. erneut in den Krieg eingegriffen hatten. Günstig schien es jedoch, dass sich Sachsen im Mai heimlich auf Österreichs Seite geschlagen hatte.
Friedrich II. fürchtete das Erstarken Maria Theresias und glaubte, dass Österreich nach einem Sieg über Frankreich versuchen würde, sich erneut Schlesiens zu bemächtigen. Deshalb erneuerte er sein Bündnis mit Frankreich und griff im August in Böhmen an. Im September wurde Prag belagert und eingenommen. Als Friedrich II. weiter vordrang, schnitten ihm österreichische Husaren den Nachschub ab. Von allen Seiten bedrängt durch die österreichischen Reservetruppen, die sächsische Armee und schließlich auch durch das Heer Karls von Lothringen, musste sich Friedrich II. nach Schlesien zurückziehen.
Durch diese Entlastung war es den Bayern und Franzosen jedoch gelungen, Bayern zurückzuerobern. Ein französisches Heer unter dem persönlichen Kommando Ludwigs XV. besetzte nach sechswöchiger Belagerung die vorderösterreichische Hauptstadt Freiburg im Breisgau, während ein anderes das österreichische Schwaben angriff. Im November sammelte sich noch ein drittes Heer an der Mosel.
In Italien drang eine französisch-spanische Armee ins Piemont ein und schlug das sardinische Heer an der Stura. Danach nahm sie Villafranca, Oneglia und Nizza ein. Im Herbst musste die Armee jedoch wieder nach Piemont zurück. In Mittelitalien drängten die Österreicher die Spanier aus Neapel zurück. Doch als dieses seine Neutralität wieder aufgab, musste sich das österreichische Heer bis in das Großherzogtum Toskana zurückziehen.

### 1745

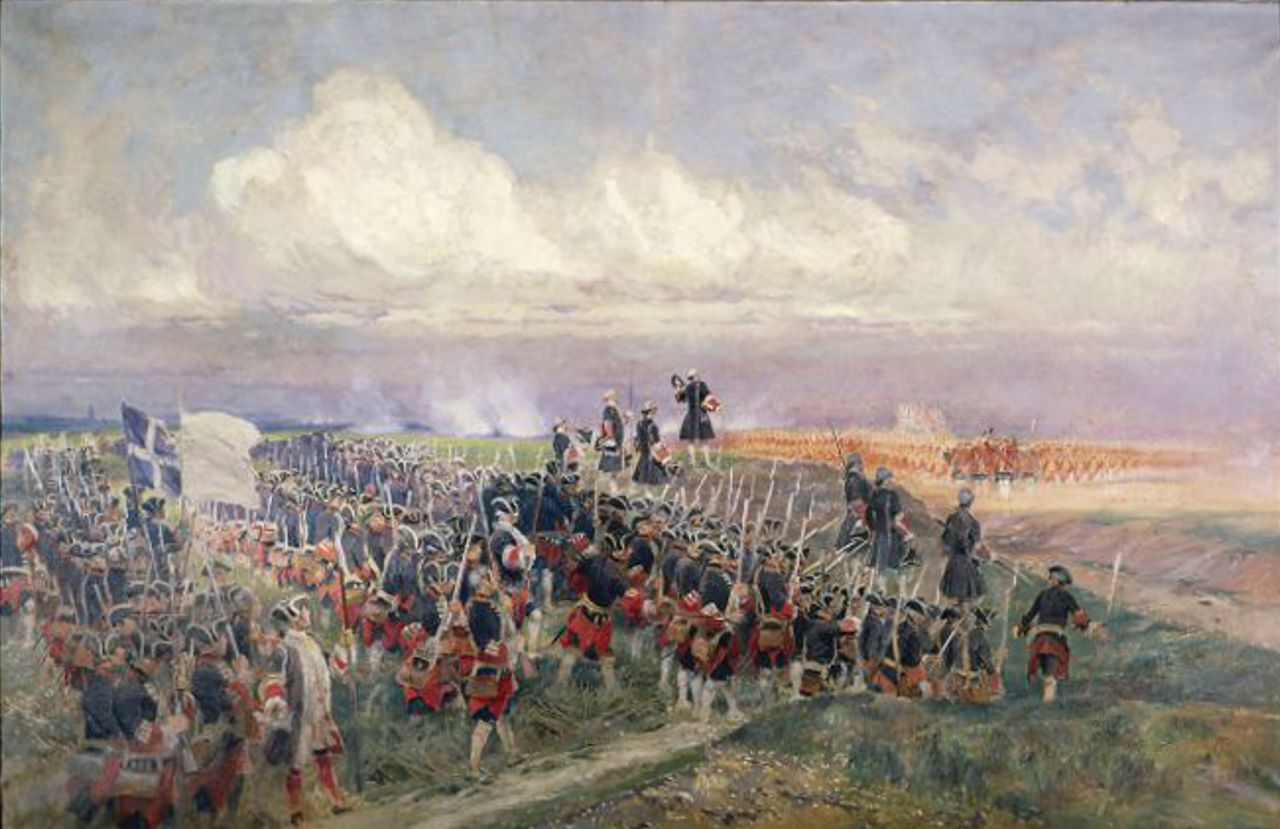
Das Régiment des Gardes françaises in der Schlacht bei Fontenoy 1745 (Gemälde von Jean Baptiste Édouard Detaille)

Am 8. Januar 1745 schlossen Großbritannien, Österreich, die Vereinigten Niederlande und Sachsen-Polen die Warschauer Quadrupel-Allianz, die sich gegen Preußen richtete. Zwölf Tage später, am 20. Januar 1745, starb Kaiser Karl VII. und machte so eine neue Kaiserwahl nötig. Sein Sohn Maximilian III. Joseph schloss nach weiteren militärischen Niederlagen, z. B. in der Schlacht bei Pfaffenhofen, den Frieden von Füssen. Darin erkannte er die Pragmatische Sanktion an und sicherte Maria Theresia zu, ihren Ehemann Franz bei der Kaiserwahl zu unterstützen. Damit war Preußen weitgehend isoliert.
Friedrich II. plante, sich im folgenden Feldzug defensiv zu verhalten. Er blieb in Schlesien, wo er am 4. Juni in der Schlacht bei Hohenfriedberg ein österreichisch-sächsisches Heer entscheidend schlug. Ein weiterer Erfolg gelang ihm am 30. November in der Schlacht bei Soor. Damit war Schlesien verteidigt und die Kampfhandlungen konzentrierten sich auf Sachsen, wo sich die österreichisch-sächsischen Hauptkräfte sammelten. Nachdem dort Leopold von Anhalt-Dessau in der Schlacht bei Kesselsdorf die Österreicher und Sachsen am 15. Dezember entscheidend hatte schlagen können, fiel Dresden in preußische Hände. Am 25. Dezember wurde dort der Frieden von Dresden zwischen Preußen, Österreich und Sachsen geschlossen, dem bereits am 16. August ein preußischer Friedensvertrag mit Großbritannien-Hannover vorausgegangen war.
Die Aufmerksamkeit Frankreichs richtete sich nach dem Ausscheiden Bayerns und der Räumung sowohl des Kurfürstentums als auch Freiburgs auf Flandern. Dort belagerte eine französische Armee unter Moritz Graf von Sachsen Tournai. Am 11. Mai kam es zur Schlacht bei Fontenoy, in der die Pragmatische Armee unter dem Herzog von Cumberland, die zum Entsatz der Festung herangerückt war, geschlagen wurde. In der Folge ergaben sich Gent, Brügge und Tournai. Bis zum Jahresende fielen auch Nieuport, Dendermonde, Ath und Ostende in französische Hände. Mit französischer Unterstützung landete auch eine kleine Expeditionsstreitmacht in Schottland, um von dort aus gegen Großbritannien vorzugehen. Dies wurde als zweiter Aufstand der Jakobiten bekannt.
In Mittelitalien musste das österreichische Heer nach der verlorenen Schlacht bei Rimini bis hinter den Tanaro zurückweichen. So konnten sich das spanisch-französische und das spanisch-neapolitanische Heer bei Genua vereinigen und gemeinsam Tortona, Piacenza, Parma und Pavia erobern. Das österreichisch-sardinische Heer erlitt in der Schlacht bei Bassignana eine weitere Niederlage. Bis zum Jahresende hatten die Verbündeten Piemont und fast die ganze Lombardei besetzt.

### 1746
Da Großbritannien, durch den Jakobitenaufstand bedrängt, Truppen vom Kontinent abziehen musste, konnte die französische Armee des Marschalls von Sachsen relativ ungehindert Brüssel, Mechelen, Antwerpen, Charleroi und Mons einnehmen. Während der Belagerung von Namur schlug Moritz von Sachsen das österreichische Entsatzheer in der Schlacht bei Huy. Er nahm die Festung und besiegte die Österreicher abermals in der Schlacht bei Roucourt. Zum Ende des Jahres hin waren die Österreichischen Niederlande bis zur Maas in französischem Besitz.
In Italien war hingegen eine Offensive des österreichisch-sardinischen Heeres erfolgreich. In den Schlachten von Guastalla, Piacenza und Rottofreno siegten die Österreicher und machten sich zu Herren der Lombardei, Piemonts und Savoyens. Die Spanier zogen sich nach Genua zurück und retirierten nach Spanien. Mit Hilfe der britischen Flotte stießen die Österreicher erfolgreich in die Provence vor und belagerten Antibes.
Im Zuge des Ersten Karnatischen Krieges gelang es den Franzosen, unter Admiral Bertrand François Mahé de La Bourdonnais am 4. September 1746 Madras zu erobern. Madras war zu dieser Zeit die Hauptstadt der britischen Präsidentschaft Fort St. George, die den größten Teil Südindiens umfasste.

### 1747
Nach der Eroberung der Österreichischen Niederlande mit Ausnahme Luxemburgs, Limburgs und Gelderns rückten die Franzosen nun auf die Vereinigten Niederlande vor. In der Schlacht bei Lauffeldt konnte der Marschall von Sachsen die österreichisch-britisch-niederländischen Truppen am 2. Juli besiegen. Nach dreimonatiger Belagerung fielen danach auch Bergen op Zoom und Staats-Flandern in die Hände des Marschalls.
Aus der Provence mussten sich die Österreicher und Sarden schon im Jänner wegen Proviantmangels zurückziehen. Sie gingen nun an die Belagerung Genuas. Eine französische Armee unter dem Marschall Belle-Isle rückte zum Entsatz der Stadt heran, woraufhin sich die Österreicher in die Lombardei zurückzogen. Belle-Isle verfolgte sie zunächst, ging dann aber selbst in die Winterquartiere nach Nizza.
Am 30. November schloss Österreich mit Russland einen Vertrag, der vorsah, dass im folgenden Jahr 37.000 russische Soldaten zur Unterstützung Maria Theresias an den Rhein vorrücken würden.

### 1748
Die Franzosen belagerten Maastricht, während die Armee der Briten, Niederländer und Österreicher nichts tat, um die Stadt zu entsetzen. Die Verbündeten warteten auf das Eintreffen der russischen Truppen, um dann gemeinsam gegen den Marschall von Sachsen vorzugehen. Am 7. Mai kapitulierte Maastricht und ein allgemeiner Waffenstillstand wurde vereinbart. Auch in Italien kam es zu keinen weiteren Kampfhandlungen. Die Gefahr eines russischen Eingreifens beschleunigte die Friedensverhandlungen und so endete der Krieg am 18. Oktober mit dem Frieden von Aachen.

## Auswirkungen des Kriegs
Der Aachener Frieden bestätigte die Pragmatische Sanktion und die britische Thronfolge für Hannover. Preußen bekam noch einmal Schlesien und die Grafschaft Glatz zugesprochen. Damit verlor Österreich eine seiner reichsten Provinzen, während Preußen dank seiner gestärkten ostdeutschen Basis zu einer europäischen Großmacht aufstieg. Die Kolonialmächte einigten sich darauf, ihre Eroberungen zurückzugeben. Das Ziel Frankreichs, den Erzfeind Österreich signifikant zu schwächen, war damit in den Niederlanden gescheitert. Die Söhne der spanischen Königin erhielten Herzogtümer in Italien.
Im Habsburgerreich wurden nach den Erfahrungen des Krieges wichtige Staats- und Heeresreformen eingeleitet, welche die österreichische Armee qualitativ verbesserten und auf kommende Auseinandersetzungen vorbereiteten. Zudem hatte es im Juni 1746 ein Bündnis mit Russland geschlossen, das auch während des Siebenjährigen Kriegs (1756–1763) zum Tragen kam. Zugunsten Russlands war es gegen Schweden gerichtet, zugunsten Österreichs gegen Preußen und Frankreich.